# Vedānta
Vedānta (devanāgarī: वेदान्त) è un termine sanscrito che ha il significato di "fine dei Veda (-ānta, "fine"). 
Il termine intende indicare sia le Upaniṣad, per l'appunto parte finale del corpus vedico, sia il fatto che esse rappresentino il culmine dello stesso corpus nel senso che indirizzano al fine ultimo dello stesso, il  mokṣa ("liberazione"), sia nel senso che tale letteratura viene studiata per ultimo, dopo gli altri testi.
Il termine indica anche una tradizione dottrinale, detta altrimenti Uttaramīmāṃsā ("esegesi ulteriore"), che si fonda sul Brahmasūtra  (conosciuto anche come Vedāntasūtra, Uttaramīmāṃsāsūtra o Śārīrakamīmāṃsāsūtra),  testo teologico generalmente attribuito a Bādarāyaṇa (primi secoli della nostra era; altra datazione III-II sec. a.C.) e composto di 555 aforismi suddivisi in 4 adhyāya, questi a loro volta divisi in 4 pāda.
In tal senso, questo alveo dottrinale fa particolare riferimento a un "triplice canone" (prasthanātraya: traya, tre; prasthanā, "punto di avvio"), che corrisponde alle Upaniṣad, alla Bhagavadgītā, al Brahmasūtra di Bādarāyaṇa, quindi ai testi dei loro rispettivi epitomatori e commentatori.

## Le correnti del Vedānta
Tradizionalmente sono sei le principali correnti (sampradāya) indicate come Vedānta le quali, pur radicandosi nel prasthanātraya,  offrono dottrine e teologie assolutamente diverse tra loro:
- Advaita Vedānta di Śaṅkara (VI-VII secolo) fondata sulla dottrina del kevalādvaita;
- Śrī Vaiṣṇava di Rāmānuja (XI secolo) fondata sulla dottrina dello viśiṣtādvaita;
- Madhva sampradāy di Madhva (XIII secolo) fondata sulla dottrina dello dvaita;
- Nimbārka sampradāya di Nimbārka (XIV secolo) fondata sulla dottrina dello dvaitādvaita;
- Vallabha sampradāya di Vallabha (XV-XVI secolo) fondata sulla dottrina dello śuddhādvaita;
- Viṣṇuismo gauḍīya di Caitanya (XVI secolo) fondata sulla dottrina dell'acintya-bhedābheda[4].

Segnatamente ai differenti commentari (bhāṣya) al basilare testo del Brahmasūtra di Bādarāyaṇa, commentari che sono a fondamento di queste differenti scuole vedāntiche, la critica moderna ha cercato di individuare quale fosse il più coerente con l'insegnamento originario.
Paul Deussen (1845-1919) ha ritenuto che la dottrina monista del kevalādvaita di Śaṅkara, tra l'altro all'origine della scuola vedāntica più antica, fosse la più coerente. 
Diversamente altri importanti autori quali George Thibaut (1848-1914), Vinayak Sakharam Ghate e Louis Renou ritengono che la dottrina detta del bhedābheda ("differenza e non differenza"), propugnata da Rāmānuja a fondamento del suo viśiṣtādvaita, rifletta maggiormente le intenzioni dottrinarie del Brahmasūtra di Bādarāyaṇa.